# Cubomania
Cubomania este o tehnică suprarealistă de realizare a colajelor prin tăierea unei imagini în pătrate și reasamblarea lor la întâmplare, fără a ține seama de imaginea originală, cu scopul de a crea ceva nou.

## Origine

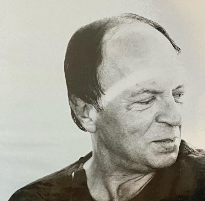
Gherasim Luca, fondatorul cubomaniei

Tehnica a fost inventată de Gherasim Luca, cel care experimentase deja cu tehnici inovatoare în cadrul grupului literar suprarealist Infra-Noir. Luca a introdus cubomania la două expoziții din București, în 1945 și 1946, precum și în mici publicații. El a conturat cubomania ca pe un amestec de idei din Karl Marx și André Breton. A reprezentat o critică a presupusei obiectivități a condițiilor sociale și a respins tirania asupra libertății.
Un precursor al cubomaniei poate fi considerat Max Ernst, care în anii 1930 a experimentat mult tehnica colajului și l-a influențat pe Luca, înainte de izbucnirea războiului și întoarcerea acestuia din Paris la București. Primele tentative de cubomanie au împrumutat uneori modelul lui Ernst de a folosi material sursă demodat, precum ilustrații din cărți din secolul al XIX-lea, reprezentări ale unor drame burgheze sau aventuri exotice. Totuși, spre deosebire de colajele lui Ernst și de colajele suprarealiste în general, cubomania blochează în mod explicit orice tendință spre coerență narativă ori vizuală, oricât de ambiguu, surprinzător sau necizelat ar putea fi rezultatul. În cubomanie, lumea nu este refăcută sau inversată, nu se spune o poveste nouă. Totul este în mișcare, nimic nu încurajează interpretarea liniară, iar privirea trece de la o conjunctură la alta, de la o corespondență întâmplătoare între două pătrate sau o dublură, pentru ca imediat să urmeze o ruptură de sens între pătratele învecinate, ceea ce încurajează o altă posibilă interpretare. Formula clasică a lui Ernst propune o structură tripartită a unor forme contradictorii reunite, în ciuda tuturor posibilităților, într-un context proaspăt, în timp ce cubomania subminează orice formă de diferență între imagini sau între subiect și context. Spre deosebire de colajul suprarealist clasic cu materiale disonante, cubomania exprimă ideea că diferența și conflictul există deja în fiecare material original și fiecare reprezentare conține posibilitatea propriei expresii. Imaginile sursă dezmembrate nu mai au semnificație și ierarhie, iar alăturarea aparent fără sens a pătratelor nu lasă loc pentru echivoc. Potrivit lui Luca, fragmentul și întregul se află într-o relație de conținut-recipient, însă numai în sensul antitetic.
Distincțiile între interior și exterior, margine și centru sunt estompate, totul este margine, totul este ruptură, iar ceea ce ar trebui să fie „lipsă” este acum peste tot. La Ernst colajul are un început subtil, gradat, în timp ce tehnica lui Luca este mecanică și sistematică. Un exemplu în acest sens este dificultatea de a obține pătrate absolut perfecte cu un cuțit sau foarfece, iar în acest sens Luca și Trost propun folosirea unor unelte mecanice pentru cubomanii.

## Caracteristici
Cubomania a fost descrisă ca o „metodă statistică”. Potrivit artiștilor vizuali Penelope Rosemont și Joseph Jablonski, cubomania poate „submina mesajul înrobitor al reclamei și să elibereze imaginile din contexte represive”.
Luca propune deconstrucția și refacerea limbajului, de asemenea natură încât mesajul comunicat să capete o dimensiune ludică, să redea ideea originală în valențe inedite, aparent fără nicio legătură cu sursa. Practic, este o nouă geneză a aceluiași element, prin care creativitatea este eliberată de constrângeri.
Scopul lui Luca este de „a face cunoscutul de nerecunoscut” în cubomaniile sale. Elementele definitorii ale aceste tehnici s-au rafinat în timp, însă principiul de bază a rămas nealterat, și anume: materialele tipărite găsite (fotografii, ilustrații sau reproduceri ale unor tablouri) să fie tăiate în pătrate cu dimensiuni exacte, de regulă între 4 și 6 cm2. Pătratele astfel obținute (de obicei, doar unul pentru fiecare creație, uneori mai multe și mai apoi din copii repetate ale aceleiași imagini) urmau să fie reasamblate în structuri mici și rigide, inițial formele pătrate în elemente de 3 x 3 sau 5 x 5, iar ulterior în dreptunghiuri cu dimensiuni de 3 unități lățime și 4 lungime, pentru ca în continuare să se ajungă la configurații tot mai variate. Uneori, o cubomanie era realizată dintr-o singură imagine sursă, alteori din mai multe. Începând cu anii 1960, cubomaniile au folosit frecvent copii repetate ale aceleiași imagini, ce puteau fi combinate câte două, trei sau patru și montate pe un carton vopsit în negru pentru a forma împreună un ansamblu unic, cu două sau trei dimensiuni. Un exemplu de astfel de lucrare este „Expérience d’un bâton carré au-dessus de deux verres” (Gherasim Luca, 1944). În această operă, imagini din mai multe surse au fost fragmentate, iar pătratele astfel obținute repoziționate într-un mod care contrazice tendința noastră de a găsi un sens și o logică în forma vizuală. Blocaje ale continuității firești sunt realizate prin juxtapunerea unor pătrate fără legătură între ele (chiar dacă provin din diferite părți ale aceluiași original), precum și prin înclinarea aparent aleatorie a fiecărui pătrat. Sus și jos, cultural și natural, interior și exterior, animal, vegetal, mineral, toate aceste elemente sunt amestecate aparent haotic, iar rezultatul este o serie de noi povești, părți ale corpului care își găsesc alt sens de sine stătător sau se continuă în pătrate adiacente, formând un fel de poveste hiper-condensată în nouă fragmente.